# Wuhan
Wuhan (uitspraakⓘ) of Woehan is de hoofdstad van de Chinese provincie Hubei. Bij de volkstelling van 2020 had Wuhan 12,5 miljoen inwoners.
Wuhan bestaat uit drie stadsdelen: Wuchang, Hanyang en Hankou. Het ligt bij de samenvloeiing van de Yangtze en de Hanrivier en in het oosten van de Jianghan Vlakte. De naam "Wuhan" is een portmanteau van twee grote steden die op de noordelijke en zuidelijke oevers van de Yangtze liggen: "Wu" heeft betrekking op Wuchang (Chinees: 武昌) op de zuidelijke en "Han" op Hankou (Chinees: 汉口) op de noordelijke oever.
Sinds 2016 heeft de stad de status van nationale centrale stad. Wuhan heeft de status van verkeersknooppunt dat zowel Noord- en Zuid-China als Oost- en West-China via spoorwegen, snelwegen en de Yangtze met elkaar verbindt.
In Wuhan vond in 2019 een uitbraak plaats van een nieuw coronavirus, dat later de naam SARS-CoV-2 kreeg. Dit virus veroorzaakte in 2020 een pandemie.

## Geschiedenis

### Vroege geschiedenis
Het gebied waar Wuhan ligt, wordt al zo'n 3000 jaar bewoond. Tijdens de Han-dynastie werd Hanyang een drukke havenplaats. In 208 na Chr. vond er de Slag bij de Rode Muur plaats, een van de beroemdste marineslagen uit de Chinese geschiedenis. In de derde eeuw werden er stadsmuren rondom Hanyang (206 na Chr.) en Wuchang (223 na Chr.) gebouwd.
In 223 werd aan de oever van de Yangtze in Wuchang de Huanghelou ('Gele Kraanvogel Toren') gebouwd, een toren die onder meer door Cui Hao, een bekende dichter uit de Tang-dynastie, in een gedicht werd beschreven. In die periode stond Wuchang bekend als een centrum van kunsten (met name poëzie) en intellectuele studies.
Onder de Mongoolse heersers (de Yuan-dynastie) promoveerde Wuchang tot de status van provinciehoofdstad.

### Opening van Hankou als handelshaven
Tijdens de Tweede Opiumoorlog (1856-1860) werd de regering van de Qing-dynastie verslagen door een coalitie van westerse machten (Groot-Brittannië, Frankrijk, Rusland en de Verenigde Staten). In het Verdrag van Tianjin (1858) en de Conventie van Peking (1860) die de Qing tekende, werd vastgelegd dat elf steden en regio's in China, waaronder Hankou, moesten worden opengesteld voor internationale handel. In december 1858 leidde James Bruce, 8e graaf van Elgin, Hoge Vertegenwoordiger van Groot-Brittannië in China, vier oorlogsschepen over de Yangtze naar Hankou om informatie te verzamelen om in de stad een handelshaven te kunnen openen. Deze handelshaven werd geopend in 1861. Op basis van de Conventie van Peking sloot Groot-Brittannië met de gouverneur van de provincies Hubei en Hunan de Hankou Lend-Lease Treaty af, waarin een stuk land langs de Yangtze ter grootte van 30 km² aan de Britten werd afgestaan. De Britten openden in deze Britse Concessie ook een consulaat.

### Hubei en Hunan onder Zhang Zhidong en de Wuchang-opstand
In 1889 werd Zhang Zhidong gouverneur-generaal van de Chinese provincies Hubei en Hunan. Gedurende de 17 jaar dat hij gouverneur was, bracht hij de theorie van "Chinese kennis voor de basis, Westerse kennis voor de toepassing" in de praktijk en veranderde hij Wuhan in het industriële centrum van Hubei. Hij zette de zware industrie op, stichtte de Hanyang Staalfabriek, de Daye IJzermijn, de Pingxiang Kolenmijn en het Hubei Arsenaal. Hij bevorderde tevens de lokale textielindustrie. Zhang vernieuwde ook het onderwijs en opende tientallen moderne onderwijsinstellingen, zoals de Lianghu Academie voor de Klassieken ('Lianghu' betekent 'de twee Hu's', oftewel de provincies Hubei en Hunan), het Generaalinstituut voor Ambtenaren, de Militaire Academie, het Vreemde Talen Instituut en de Lianghu Algemene Lerarenacademie. Hij koos een groot aantal studenten uit voor studie in het buitenland, waardoor de ontwikkeling van het moderne onderwijs in China werd versterkt. Zhang organiseerde bovendien een modern leger in Hubei. Dit alles vormde een stevige basis voor de modernisering van Wuhan.
Op 10 oktober 1911 vond in Wuhan de Wuchang-opstand plaats. Deze opstand, die eigenlijk per ongeluk ontstond, mondde uit in de Xinhai-revolutie die leidde tot het aftreden van de laatste keizer van de Qing-dynastie en de stichting van de Republiek China op 12 februari 1912.

### Wuhan kortstondig hoofdstad van China

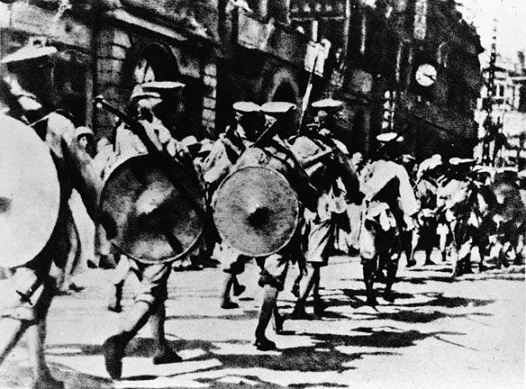
Soldaten van het Nationale Revolutionaire Leger marcheren de Britse Concessie in Hankou binnen gedurende de Noordelijke Expeditie.

In 1926 begon de Kuomintang onder leiding van Chiang Kai-shek de Noordelijke Expeditie, een militaire campagne om de krijgsheren, die China na de Xinhai-revolutie in hun macht hadden gekregen, te verslaan en China te verenigen. De campagne vorderde zeer voorspoedig: binnen een half jaar was vanuit Kanton, de machtsbasis van de Kuomintang, de Yangtze bereikt en waren de krijgsheren die Centraal en Oost-China beheersten verslagen. De Kuomintang besloot in 1927 om Hankou, Hanyang en Wuchang tot één stad te fuseren, genaamd Wuhan, en daar de hoofdstad van de Republiek China te vestigen. De Nationale Regering vestigde zich in Hankou, terwijl andere organisaties die met de regering verbonden waren zich in Hanyang en Wuchang vestigden. De regering in Wuhan stond onder leiding van Wang Jingwei, een rivaal van Chiang Kai-shek die tot de linkervleugel van de Kuomintang werd gerekend. Wang werkte in Wuhan nauw samen met de Communistische Partij van China (CPC). Chiang Kai-shek zette de Noordelijke Expeditie door en veroverde Shanghai in 1927. In Shanghai voerde hij een grootschalige vervolging van communisten en sympathisanten door en verbrak zo de samenwerking met de CPC. De zuivering maakte Chiang Kai-shek de onbetwiste leider van de Kuomintang. Hij zette een nieuwe Nationale Regering onder zijn leiding op in Nanjing. Omdat de basis onder het regime van Wang Jingwei wegviel, hield zijn regering in Wuhan op te bestaan en verschoof de hoofdstad naar Nanjing.

### Slag bij Wuhan en moderne geschiedenis Wuhan

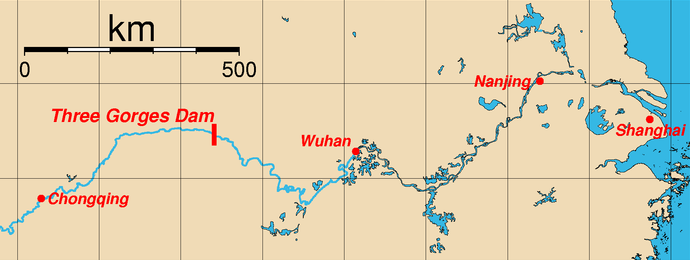
Locatie van de Drieklovendam ten opzichte van Wuhan

In 1938 vond de Slag bij Wuhan plaats. Dit was een van de grootste veld- en marineslagen tijdens de Tweede Chinees-Japanse Oorlog, waarin het Japanse leger het leger van Chiang Kai-shek versloeg. De Japanners namen Wuhan in en bouwden het om tot een logistiek centrum voor hun militaire operaties in Zuid-China. In december 1944 richtte de Amerikaanse Fourteenth Air Force zware verwoestingen aan door de transportinfrastructuur van de stad te bombarderen.
De allereerste brug over de Yangtze was de Wuhan-Yangtzebrug die beschouwd werd als een van de belangrijkste projecten in het eerste vijfjarenplan van de Volksrepubliek China. De brug werd operationeel in 1957 en was een van de eerste moderne bruggen in China. Over deze brug werd de doorgaande spoorlijn Beijing-Guangzhou aangelegd en werd het hele Chinese spoorwegnet bereikbaar. De brug werd ontworpen door het Ingenieursbureau dat in april 1953 opgezet was door het Ministerie van Spoorwegen. De bouw begon op 25 oktober 1955 en werd precies twee jaar later afgerond.
In juli 1967, tijdens het hoogtepunt van de Culturele Revolutie, vond het Wuhan Incident plaats, een gewapend conflict tussen rivaliserende politieke groeperingen. Beide groeperingen probeerden de macht in Wuhan in handen te krijgen. Uiteindelijk greep het Volksbevrijdingsleger in om de gevechten te beëindigen. Het conflict had ongeveer 1000 doden tot gevolg.
Wuhan en omgeving zijn in de geschiedenis veelvuldig getroffen door verwoestende overstromingen van de Yangtze en de Han. Al vanaf 1919 waren er plannen voor een dam in de bovenloop van de Yangtze en in 1994 werd begonnen met het werk aan de controversiële Drieklovendam. Op 4 juli 2012 is de dam volledig operationeel geworden. Behalve ter voorkoming van overstromingen in steden in de benedenloop van de rivier, waaronder Wuhan, Nanjing en Shanghai, moest de dam ook dienen om de scheepvaart op de rivier te vergemakkelijken.
Wegens de uitbraak van het coronavirus in 2019 werd de stad in januari 2020 door de Chinese autoriteiten onder quarantaine gesteld om verdere verspreiding van het virus te beteugelen. Aanvankelijk was sprake van 50.000 besmettingen in de stad, maar dit was duidelijk een onderschatting, mede door tekortschietende testcapaciteit. Na onderzoek aan bloedmonsters kwamen Chinese onderzoekers tot een schatting van 168.000 besmettingen.

## Geografie

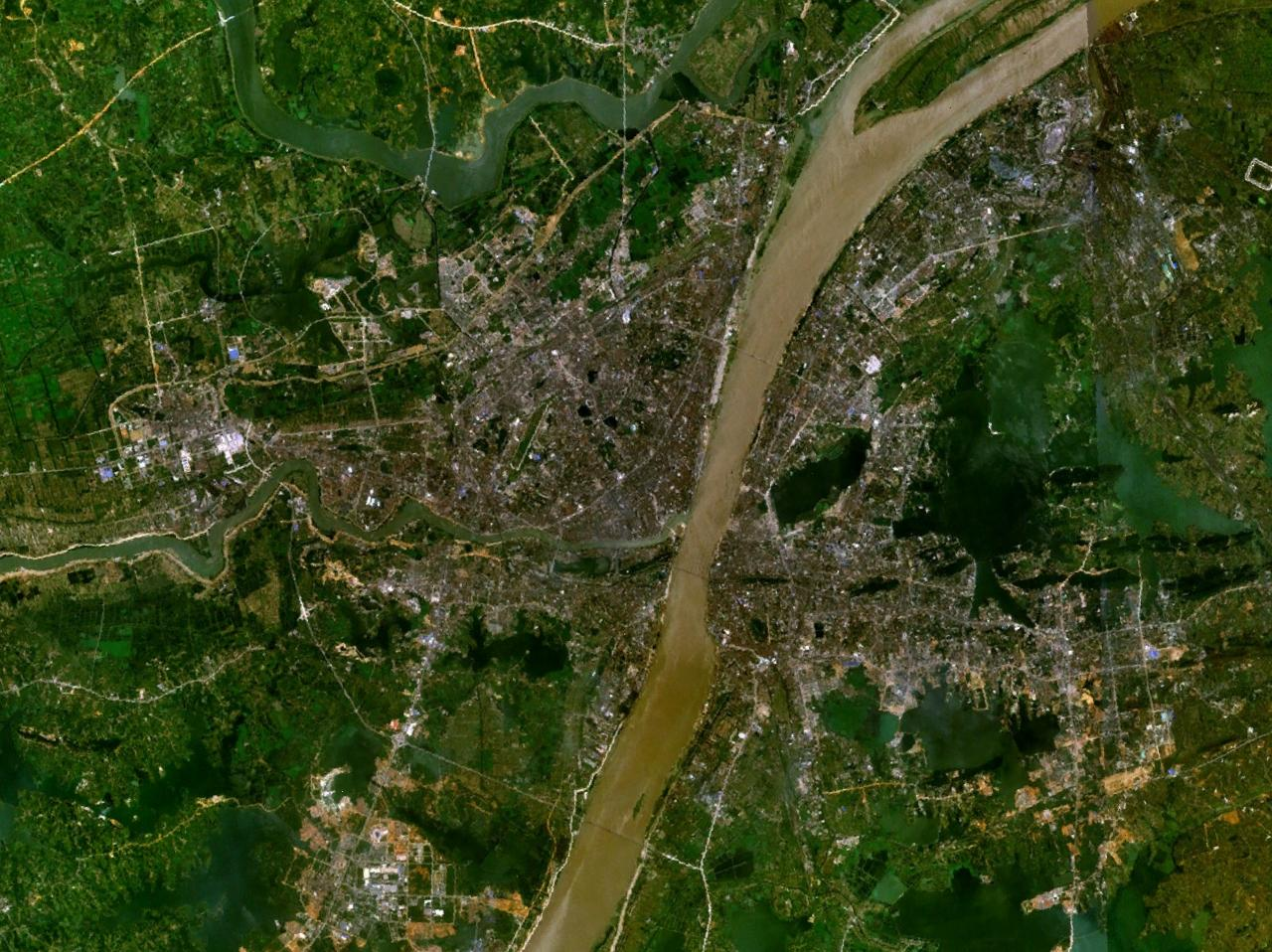
Een satellietfoto van Wuhan in 2005. Het noorden is min of meer boven.

Wuhan ligt in het midden van de provincie Hubei aan de samenvloeiing van de Yangtze en de Han. De twee rivieren scheiden de stad in drie delen: Wuchang, Hankou en Hanyang.

### Klimaat
Het klimaat van de stad is subtropisch en vochtig. Er zijn duidelijk vier seizoenen te onderscheiden. De gemiddelde jaarlijkse neerslag bedraagt circa 1269 mm. Het regent vooral veel van juni tot augustus. De zomers zijn vochtig, maar de zon schijnt ook volop. In de zomer ligt de temperatuur over het algemeen op minimaal 26 graden. Wuhan wordt vanwege haar warme klimaat en het grote aantal uren dat de zon schijnt ook wel een van de "Drie Ovens van China" genoemd, samen met Nanjing en Chongqing. Het jaarlijkse aantal uren zonlicht varieert tussen 1810 en 2100. De lente en de herfst in Wuhan zijn over het algemeen mild. De winter kan koud zijn, met af en toe sneeuw.
| Maand                                     | jan  | feb  | mrt  | apr   | mei   | jun   | jul   | aug   | sep  | okt  | nov  | dec  | Jaar  |
| ----------------------------------------- | ---- | ---- | ---- | ----- | ----- | ----- | ----- | ----- | ---- | ---- | ---- | ---- | ----- |
| Gemiddeld maximum (°C)                    | 8,0  | 10,1 | 14,4 | 21,4  | 26,4  | 29,7  | 32,6  | 32,5  | 27,9 | 22,7 | 16,5 | 10,8 | 21,1  |
| Gemiddeld minimum (°C)                    | 0,4  | 2,4  | 6,6  | 12,9  | 18,2  | 22,3  | 25,4  | 24,9  | 19,9 | 13,9 | 7,6  | 2,3  | 13,1  |
|                                           |      |      |      |       |       |       |       |       |      |      |      |      |       |
| Neerslag (mm)                             | 43,4 | 58,7 | 95,0 | 131,1 | 164,2 | 225,0 | 190,3 | 111,7 | 79,7 | 92,0 | 51,8 | 26,0 | 1.269 |
| Bron: China Meteorological Administration |      |      |      |       |       |       |       |       |      |      |      |      |       |

## Administratieve indeling

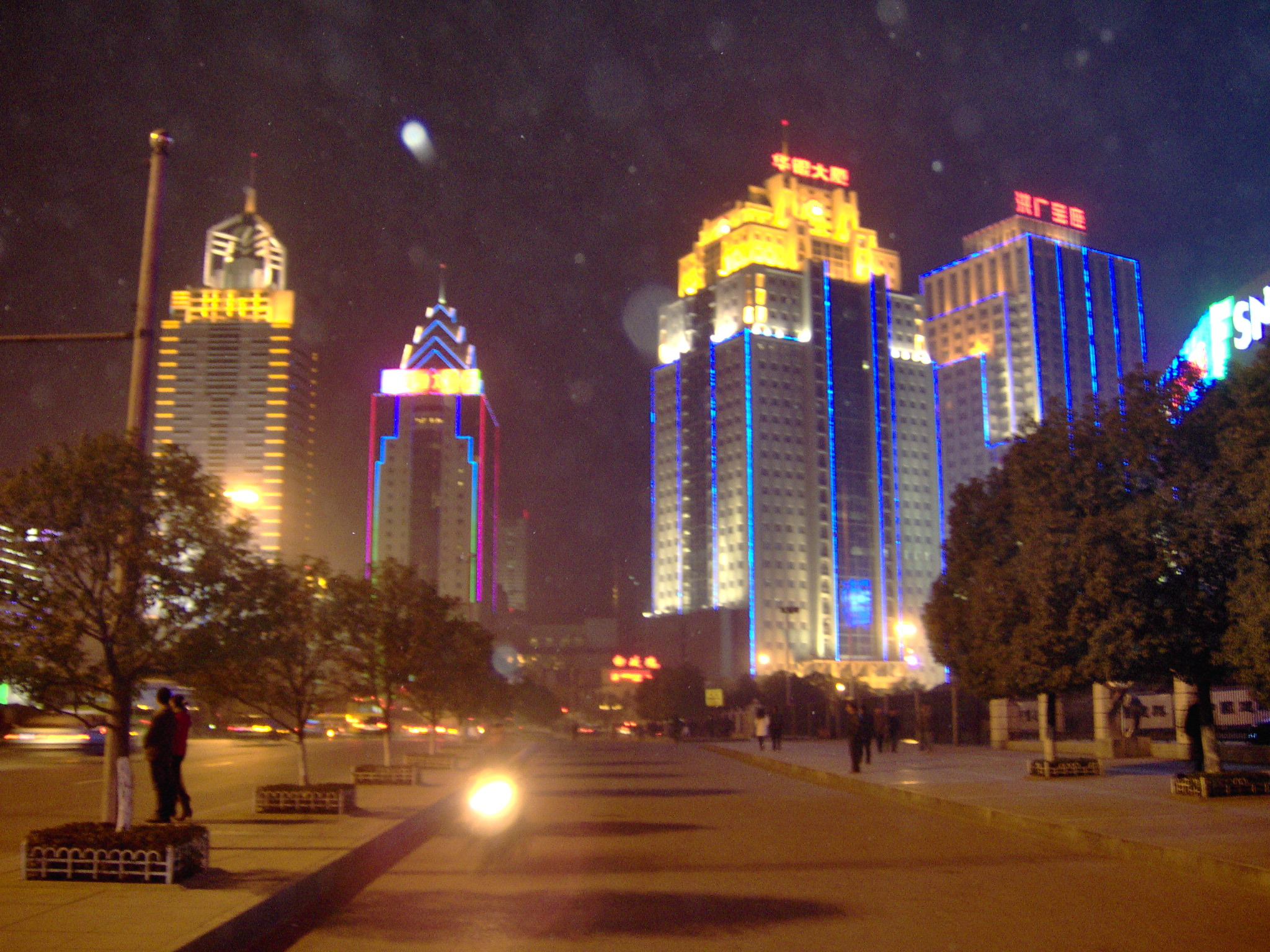
Wolkenkrabbers in het Wuchang District

De sub-provinciale stad Wuhan is ingedeeld in 13 districten (区 qu):
|                                 |                                 |  |                                |                                |
| Stedelijke districten van Wuhan | Stedelijke districten van Wuhan |  | Suburbane districten van Wuhan | Suburbane districten van Wuhan |
| ■ Jiang'an-qu                   | 江岸区                          |  | ■ Caidian-qu                   | 蔡甸区                         |
| ■ Jianghan-qu                   | 江汉区                          |  | ■ Dongxihu-qu                  | 东西湖区                       |
| ■ Qiaokou-qu                    | 硚口区                          |  | ■ Hannan-qu                    | 汉南区                         |
| ■ Hanyang-qu                    | 汉阳区                          |  | ■ Jiangxia-qu                  | 江夏区                         |
| ■ Wuchang-qu                    | 武昌区                          |  | ■ Huangpi-qu                   | 黄陂区                         |
| ■ Qingshan-qu                   | 青山区                          |  | ■ Xinzhou-qu                   | 新洲区                         |
| ■ Hongshan-qu                   | 洪山区                          |  |                                |                                |

## Verkeer en vervoer

### Wegen
Door Wuhan loopt de nationale weg G318. Deze weg loopt van Shanghai tot aan Tibet.

### Bruggen
Er zijn zes bruggen over en één tunnel onder de Yangtze. De beroemdste brug van de stad is de Wuhan-Yangtzebrug, ook wel Eerste Yangtze Rivier Brug genoemd, met een lengte van 1680 meter. De brug kent twee niveaus: onder rijden treinen, boven het overige verkeer. De brug is gebouwd met hulp van adviseurs uit de Sovjet-Unie en is in 1957 in gebruik genomen. De Tweede Yangtze Rivier Brug is een tuibrug die bedoeld is voor auto's en 4678 meter lang is. Deze brug werd voltooid in 1995. De Derde Yangtze Rivier Brug kwam gereed in september 2000. De investering voor deze brug was meer dan 1,4 miljard yuan (ongeveer US$ 170 miljoen). Deze brug is 3586 meter lang en 26,5 meter breed, heeft 6 rijstroken en heeft een capaciteit van 50.000 voertuigen per dag. Daarnaast is er ook nog de Vierde Yangtze Rivier Brug die 4881 meter lang is. De Yangluobrug is een brug die het Hongshan District en het Xinzhou District met elkaar verbindt en 2735 meter lang is. De Tianxingzhoubrug over de Yangtze in Wuhan kruist de Yangtze in het noordoostelijke deel van Wuhan. De bouw van deze brug kostte 11 miljard yuan, hij is 4657 meter lang en werd op 26 december 2009 in gebruik genomen. De Yangsigang Yangtzebrug is een hangbrug die Hanyang en Wuchang verbindt, en in totaal 4.134 meter lang.

### Spoorwegen
Tot het einde van 2009 werd Wuhan bediend door twee enorm grote treinstations, namelijk Station Hankou en Station Wuchang. Treinen op weg naar Wuhan zijn niet gemarkeerd als "Wuhan", maar Hankou of Wuchang. Het eindpunt voor het Hankou Station zijn Peking en Guangzhou. De spoorweg naar Peking wordt de Jinghanspoorlijn genoemd en de spoorweg naar Guangzhou is de Yuehanspoorlijn. Met de opening van de Hewuspoorlijn (een hogesnelheidslijn naar Oost-China en onderdeel van de hogesnelheidslijn Shanghai-Chengdu) is het mogelijk om van station Hankou naar Hefei, Nanjing en Shanghai te reizen. Sinds 26 december 2009 is de stad door de Hogesnelheidslijn Wuhan-Guangzhou rechtstreeks met Guangzhou verbonden.
In 2006 begon de bouw aan een station met de naam Station Wuhan met wel elf perrons. In december 2009 werd dit station geopend en onthulde een tweede hogesnelheidslijn naar Guangzhou. Voornamelijk wordt het Wuhan Station gebruikt om te reizen naar Guangzhou. Mensen die naar andere bestemming willen reizen gaan via de andere stations, maar er is wel aangekondigd dat er ook nog vanaf het Wuhan Station een tweede hogesnelheidslijn naar Peking wordt gebouwd.

### Metro
De Metro van Wuhan werd in 2004 geopend. Wuhan is de vijfde stad in China met een metrostelsel (afgezien van Hongkong, dat een Speciaal Administratieve Regio is), na Peking, Tianjin, Shanghai en Guangzhou. De eerste lijn (10,2 km lang) die geopend werd is een verhoogd spoor. De lijn loopt van Huangpu naar Zongguan in de binnenstad van Wuhan (het district Hankou). De metrostellen in Wuhan zijn onbemand en worden automatisch bestuurd. Het metronetwerk is nog in volle uitbouw. Eind 2017 waren er 7 lijnen op een netwerk van 237 km met 166 stations. In 2016 werden 712 miljoen reizigers vervoerd.

### Luchtvaart
Wuhan Tianhe International Airport, de internationale luchthaven van Wuhan, werd geopend in april 1995. Hij ligt ongeveer 26 km ten noorden van Wuhan en is met lijn 2 van de metro met de binnenstad verbonden. De luchthaven was in 2014 met 17 miljoen reizigers de op twaalf andere na drukste luchthaven van China, op enige afstand van de drukke luchthavens van Beijing Capital International Airport, Shanghai Pudong International Airport en Guangzhou Baiyun International Airport.

## Economie

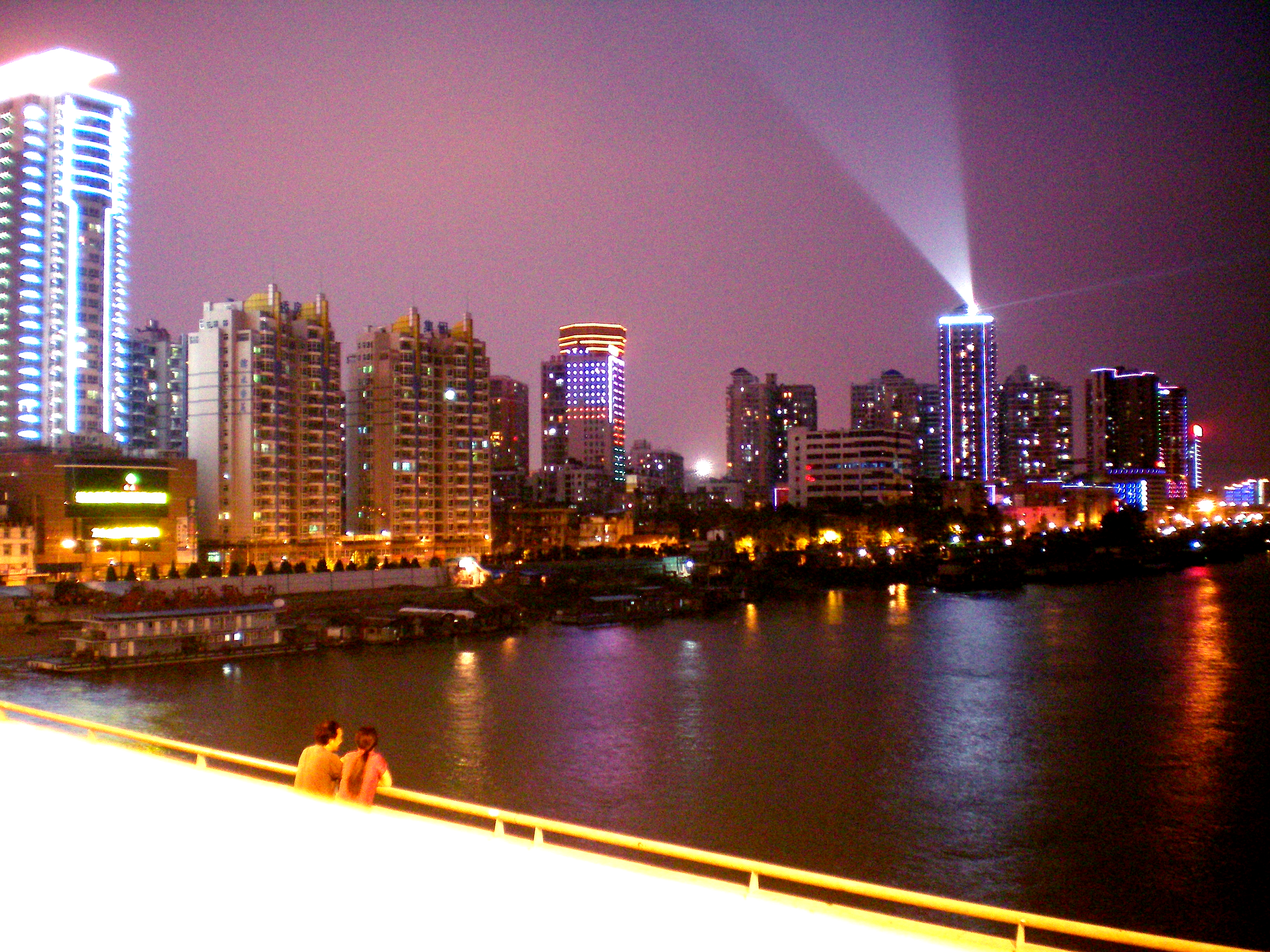
De skyline van Hankou

Wuhan heeft een bruto nationaal inkomen (BNI) van 450 miljard yuan  in 2009. Het BNI per hoofd was ongeveer 64.000 yuan in 2009. In 2008 had de stad als jaarlijks gemiddelde van het besteedbaar inkomen 16.360 yuan. Momenteel zijn er 50 Franse bedrijven in de stad gevestigd en het hoogste niveau van Franse investeringen in een Chinese stad ooit. Wuhan is een belangrijk centrum van economie, financiën, industrie, transport en onderwijs in Centraal-China. De belangrijkste industrieën bevatten automobielindustrie, staalindustrie en elektronische industrie. In het district Hongshan liggen de staalfabrieken van Wuhan Iron & Steel. Dit is een van de grootste staalcomplexen in China. Het werd in de jaren 1950 gebouwd als onderdeel van het eerste vijfjarenplan. Het behoort thans tot Baowu, een van de grootste staalgroepen ter wereld.

### Industriegebieden
De grootste industriegebieden in Wuhan zijn onder meer:
- Hightech Ontwikkelingsgebied Wuhan-Oost: Dit is een belangrijk industriegebied in Wuhan op het gebied van hightech. Optische elektronica, telecommunicatie en bouw van apparaten zijn de kernindustrieën hier. Tevens wordt er ook nog software geproduceerd. ELHTZ is het grootste productiecentrum van optische elektronicaproducten in China. HUST Technologies en Chutian Laser zijn de belangrijkste bronnen van laser-industrie in de stad.
- Economisch en Technologisch Ontwikkelingsgebied Wuhan: Is op nationaal niveau als industriële zone opgenomen in 1993.[12] De huidige grootte van deze zone is ongeveer van 10–25 km² en er zijn plannen om hem uit te breiden tot 50 km². Deze zone is gespecialiseerd in automobielindustrie, biotechnologie en telecommunicatie.
- Exportverwerkingsgebied Wuhan werd opgericht in 2000 en is gelegen in Economisch en Technologisch Ontwikkelingsgebied Wuhan. Op dit moment is de oppervlakte 0,7 km² en er zijn plannen om hem uit te breiden tot 2,7 km². Het gebied is gespecialiseerd om te exporteren.[13]
- Softwarepark Optical Valley Wuhan is gelegen in Hightech Ontwikkelingsgebied Wuhan-Oost en ontwikkelt hoofdzakelijk optische elektronica. Het geplande gebied is 0,67 km² met een totaal vloeroppervlak van 600.000 m². De zone ligt 46,7 km van de Wuhan Tianhe Internationale Luchthaven af en 8,5 km van de Nationale Weg 316.

## Onderwijs

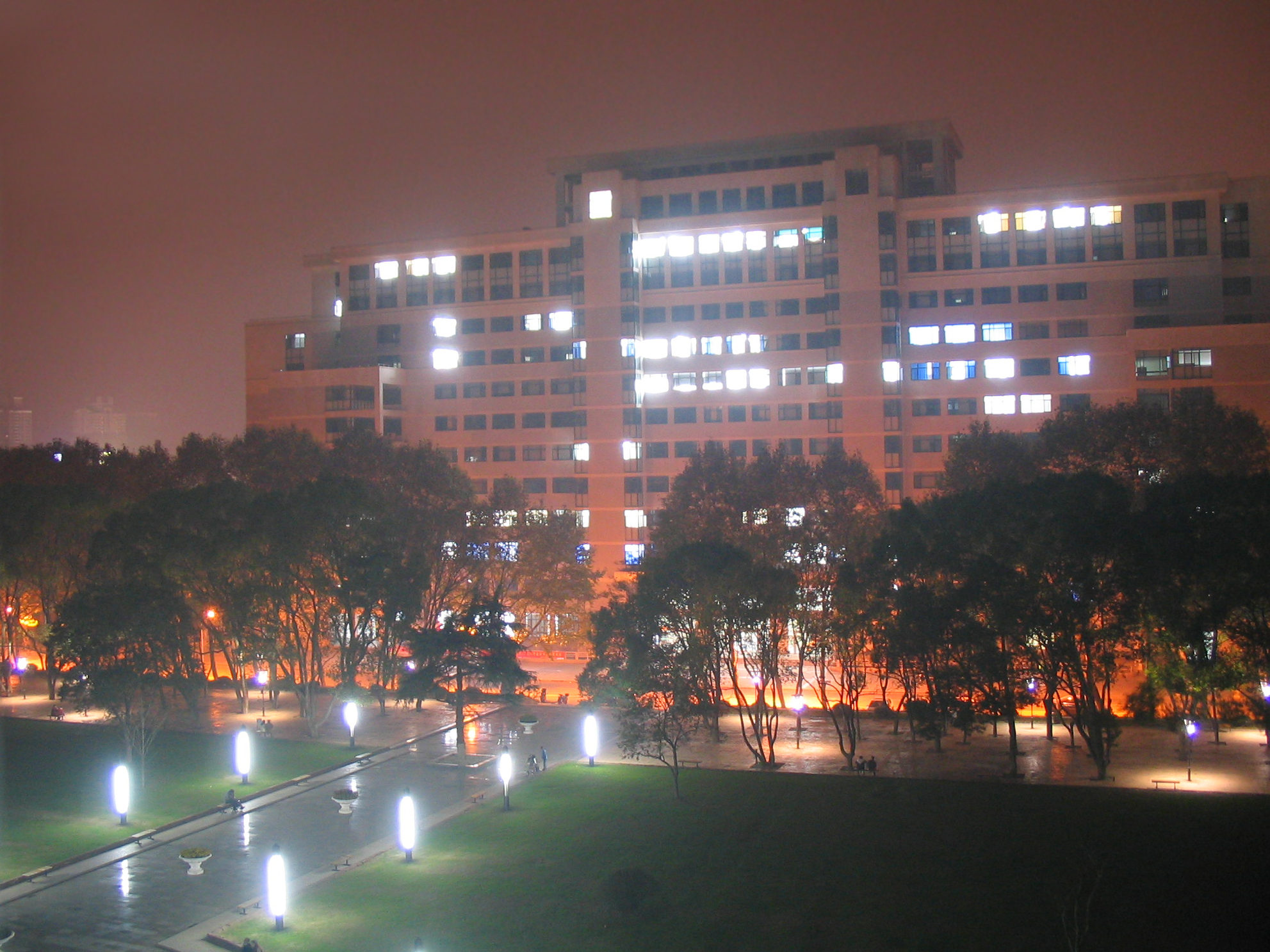
De Lerarenuniversiteit van Centraal China

Wuhan is het wetenschappelijk en onderwijscentrum van Centraal-China. Er zijn 35 hogere onderwijsinstellingen, zoals de Universiteit van Wuhan en de Technische Universiteit van Centraal China. Er zijn drie nationale ontwikkelingszones en vier wetenschappelijke en technologische ontwikkelingsparken naast een aantal ondernemingsincubators, meer dan 350 onderzoeksinstituten, 1470 hightech bedrijven en meer dan 400.000 deskundigen en technici die in Wuhan wonen. In totaal zijn er momenteel acht nationale universiteiten, en veertien openbare scholen en openbare universiteiten in Wuhan.

### Nationale universiteiten
- De Universiteit van Wuhan (武汉大学)
- De Landbouwuniversiteit van Centraal China (华中农业大学)
- De Technische Universiteit van Centraal China (华中科技大学)
- De Lerarenuniversiteit van Centraal China (华中师范大学)
- De Technische Universiteit van Wuhan (武汉理工大学)
- De Universiteit van Economie en Rechten van Zuid-Centraal China (中南财经政法大学)
- De Universiteit van Aardwetenschappen van China (中国地质大学)
- De Universiteit van Nationaliteiten van Zuid-Centraal China (中南民族大学)

## De keuken van Wuhan

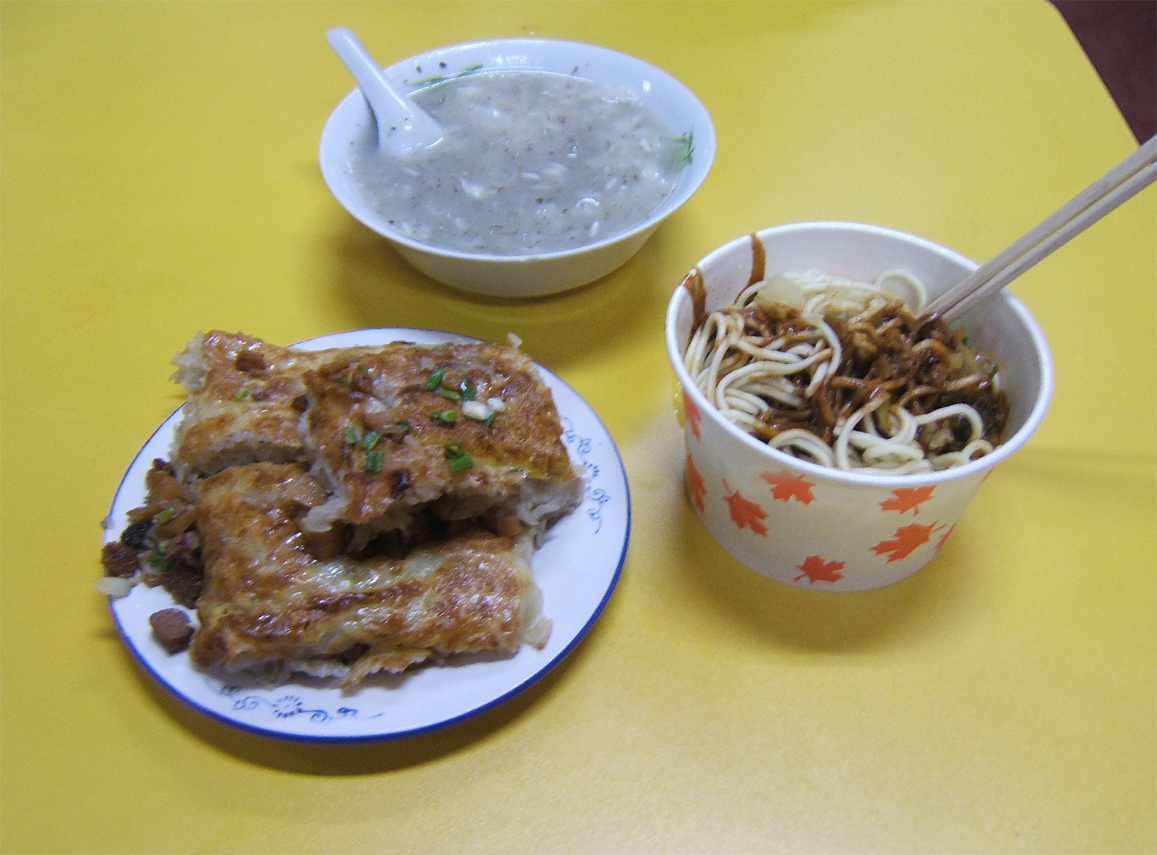
Links; Doupi, boven; Guihua-humi Jiu en rechts; Re-gan Mian

Wuhan is bekend om haar keuken die diverse gerechten bevat. Eigenlijk is de keuken van Wuhan onderdeel van de Centraal-Chinese keuken.
Re-gan Mian is een van de voorbeelden van gerechten uit de stad en bestaat uit verse lang-gekookte droge noedels die gemengd zijn met sesampasta en gedroogde groenten. Eventueel om de Re-gan Mian lekkerder te maken stoppen mensen er ook weleens sojasaus, gehakt, bieslook, knoflook en chili-olie in. In het Chinees betekent het woord "Re" warm en "gan" droog. De mensen in Wuhan zijn gewend dit als ontbijt te gaan eten. Ya Bozi daar in tegenstelling is het vlees van de hals van de eend met verschillende specerijen en kruiden. Doupi is een populaire lokale schotel met een vulling van ei, rijst, rundvlees, champignons en bonen gekookt met een tofu-huid eromheen. Het lijkt op een soort van pizza of quiche.
Xiaolongbao is een soort van mini-bapao waarvan de buitenkant is gemaakt van bloem. Deze mini-bapao's zijn gestoomd en hebben zeer sappig vlees van binnen. Xiaolongbao stopt men graag in noedels. De broodjes worden vaak voor het stomen gedoopt in rijstazijn met lonten van gember. Mianwo is een traditionele donut met een zoute smaak uit Wuhan. Gewoonlijk is een westerse donut heel dik, maar deze is veel dunner. Kinderen eten dit graag als tussendoortje, maar ook volwassenen. Guihua-humi Jiu is een soort van pap in een vorm van soep gemaakt van rijst. Dit is ook een gerecht dat vaak bij het ontbijt wordt gegeten, net zoals Re-gan Mian.

## Toeristische trekpleisters

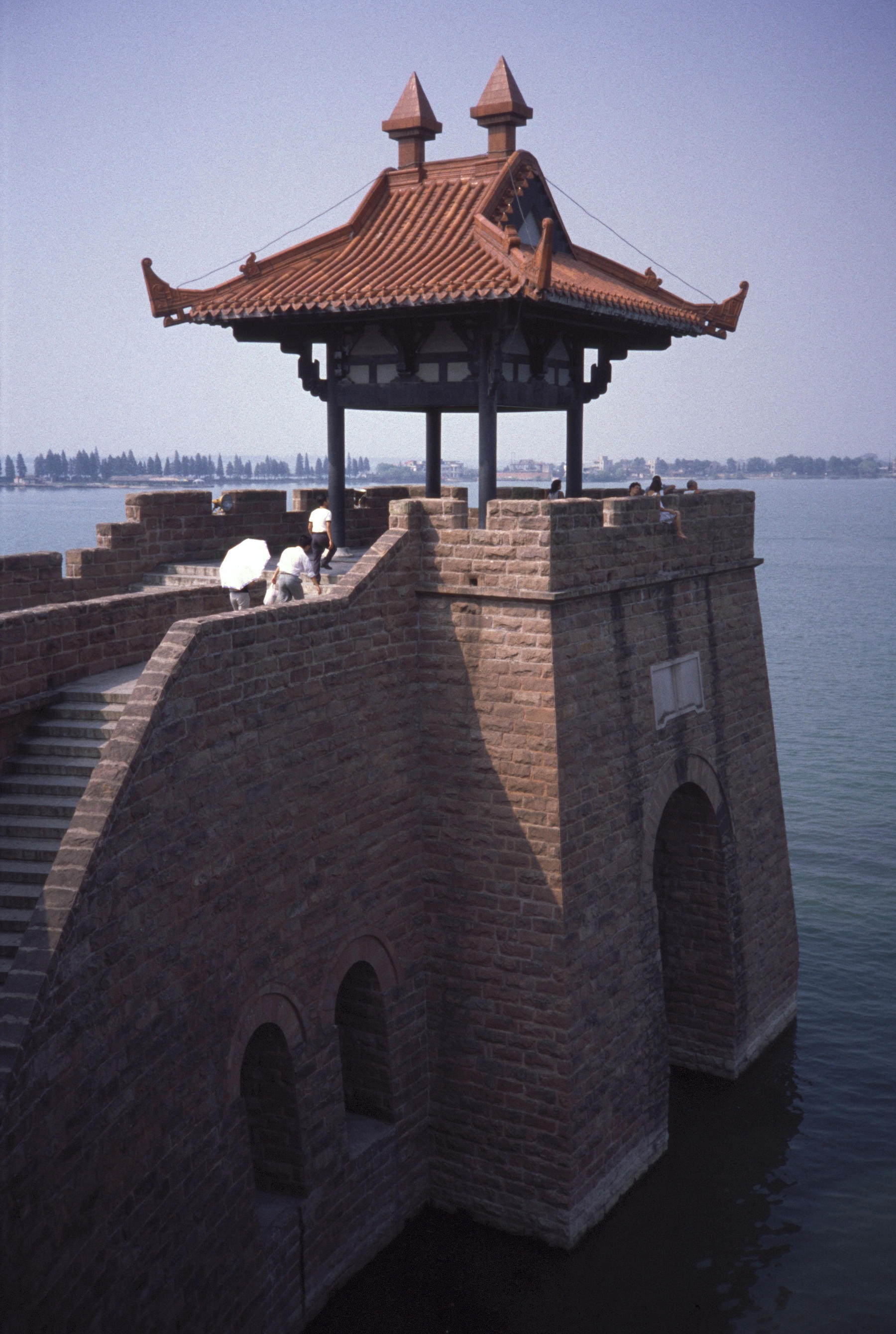
Oostelijke meer

- Huanghelou ('Gele Kraanvogel Toren') geldt als het symbool van Wuhan. Deze toren, gebouwd in traditionele Chinese bouwstijl en versierd met beelden van kraanvogels, staat op Snake Hill, langs de Yangtze aan de oever van het Wuchang District. De oorspronkelijke Huanghelou werd in 223 gebouwd als militaire uitkijktoren. De toren is door de eeuwen heen meerdere keren verwoest en herbouwd. De huidige toren stamt uit 1981.
- Oostelijke meer, het grootste meer binnen een stad in China[bron?] - Gelegen in het Wuchang District
- Hubei Provincial Museum, het provinciale museum van Hubei, beroemd om de replica's van oude traditionele Chinese instrumenten die er worden bewaard en een van de bekendste musea in China. Regelmatig worden er optredens uitgevoerd met de muziekinstrumenten van het museum.
- Rock and Bonsai Museum is gewijd aan bonsaibomen en rotsen/stenen. De rotsen/stenen zijn uniek, zoals een kristal met de grootte van een auto. Ook is er een prachtige tuin die in de Penjingstijl (de Chinese bonsaistijl) is ingericht.
- Jiqing Street, een straat beroemd om zijn vele restaurants en straatartiesten, ook de plaats waar live verhalen van de hand van de schrijver Chi Li over gebeurtenissen in de straat worden voorgedragen.
- Lute Platform, de plek waar naar verluidt de legendarische muzikant Yu Boya prachtige liederen speelde op een guqin.
- Het Wuhan Greenland Center is met 476 m hoogte de hoogste wolkenkrabber van de stad en biedt een observatieplatform voor bezoekers.
- Er zijn mogelijkheden de stad per boot te bekijken. De Drieklovendam is vanuit de stad goed te bereiken. En vanaf hier varen de toeristen soms zelfs nog naar Chongqing toe op twee à drie dagreizen per cruiseschip.

## Stedenbanden
- Adelaide (Australië), sinds 2007
- Bordeaux (Frankrijk), sinds 1998
- Borlänge (Zweden), sinds 2007
- Cheongju (Zuid-Korea), sinds 2000
- Christchurch (Nieuw-Zeeland), sinds 2006
- Duisburg (Duitsland), sinds 1982
- Galați (Roemenië), sinds 1987
- Győr (Hongarije), sinds 1995
- Khartoem (Soedan), sinds 1995
- Kiev (Oekraïne), sinds 1990
- Kópavogur (IJsland), sinds 2007
- Manchester (Verenigd Koninkrijk), sinds 1986
- Markham (Canada), sinds 2006
- Ōita (Japan), sinds 1979
- Pittsburgh (Verenigde Staten), sinds 1982
- Porsgrunn (Noorwegen), sinds 2004
- Sankt Pölten (Oostenrijk), sinds 2005

## Geboren
- Fu Mingxia (1978), schoonspringster
- Zhang Xizhe (1991), voetballer